# Nadieżda Slesariewa
Nadieżda Slesariewa (ros. Надежда Слесарева, ur. 2 października 1967) – rosyjska biegaczka narciarska.

## Kariera
Największe sukcesy w karierze Nadieżda Slesariewa osiągała w zawodach cyklu FIS Marathon Cup. W sezonie 2000/2001 zajęła trzecie miejsce w klasyfikacji generalnej, ustępując tylko reprezentującej Szwecję Antoninie Ordinej i swej rodaczce Irinie Składniewej. Dwukrotnie stawała na podium, przy czym 24 lutego 2001 roku wygrała amerykański maraton American Birkebeiner. Nigdy nie zdobyła punktów Pucharu Świata i nie była uwzględniania w klasyfikacji generalnej. Nigdy też nie brała udziału w igrzyskach olimpijskich ani mistrzostwach świata.
W 2001 roku zakończyła karierę.

## Osiągnięcia

### FIS Marathon Cup

#### Miejsca w klasyfikacji generalnej
- sezon 1999/2000: 6.
- sezon 2000/2001: 3.

#### Miejsca na podium
| Nr | Dzień       | Rok  | Zawody               | Konkurencja           | Czas biegu  | Strata    | Miejsce | Zwyciężczyni     |
| -- | ----------- | ---- | -------------------- | --------------------- | ----------- | --------- | ------- | ---------------- |
| 1. | 28 stycznia | 2001 | Marcialonga          | 45 km stylem dowolnym | 3:01:55 h   | +5:18 min | 2.      | Irina Składniewa |
| 2. | 24 lutego   | 2001 | American Birkebeiner | 52 km stylem dowolnym | 2:48:20.7 h | -         | 1.      | -                |